# فرانك كوك (عازف جاز)
فرانك كوك (بالإنجليزية: Frank Cook)‏ هو عازف جاز أمريكي، ولد في 1940.

## وصلات خارجية
- فرانك كوك على موقع IMDb (الإنجليزية)
- فرانك كوك على موقع ميوزك برينز (الإنجليزية)
- فرانك كوك على موقع ديسكوغز (الإنجليزية)
- فرانك كوك على موقع قاعدة بيانات الفيلم (الإنجليزية)